# Apátfalva
Apátfalva (chorvatsky Patfalva, Patvalva nebo Patfalvin, rumunsky Patfal) je velká vesnice v Maďarsku v župě Csongrád-Csanád, spadající pod okres Makó. Nachází se u řeky Maros, těsně u hranic s Rumunskem, asi 5 km jihozápadně od Makó. V roce 2015 zde žilo 2 886 obyvatel. Dle údajů z roku 2011 tvoří 88,2 % obyvatelstva Maďaři, 8,4 % Romové, 2,2 % Rumuni, 0,2 % Němci a 0,2 % Bulhaři.
Sousedními vesnicemi jsou Csanádalberti, Földeák, Királyhegyes, Kövegy, Magyarcsanád a Óföldeák, sousedními městy Makó a Tótkomlós.